# 글로부 FC
글로부 푸치보우 클루비(Globo Futebol Clube)는 히우그란지두노르치주 세아라미링을 연고지로 하는 축구 클럽으로, 2012년 10월 18일에 창단하였다. 글로부는 창단하자마자 빠르게 성장했으며, 2013년 캄페오나투 포치구아르 2부리그 우승 그리고 2014년 코파 히우그란지두노르치와 코파 FNF에서 우승을 차지하며 트로피를 늘려나갔다. 2017년 캄페오나투 브라질레이루 세리이 D에서 2위를 차지하며, 2018년 현재 캄페오나투 브라질레이루 세리이 C에서 활약하게 되었다.